# Tiền vệ (bóng đá)

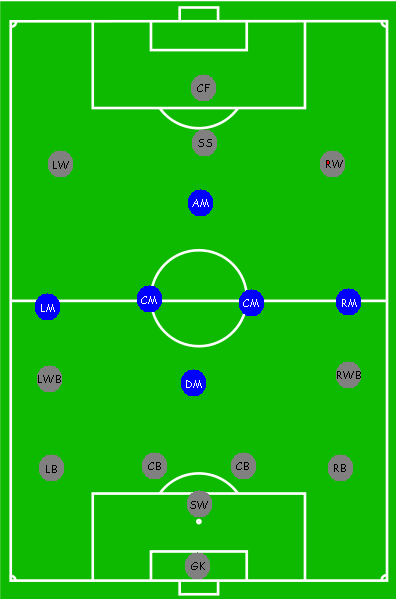
Vị trí của tiền vệ trong đội hình bóng đá

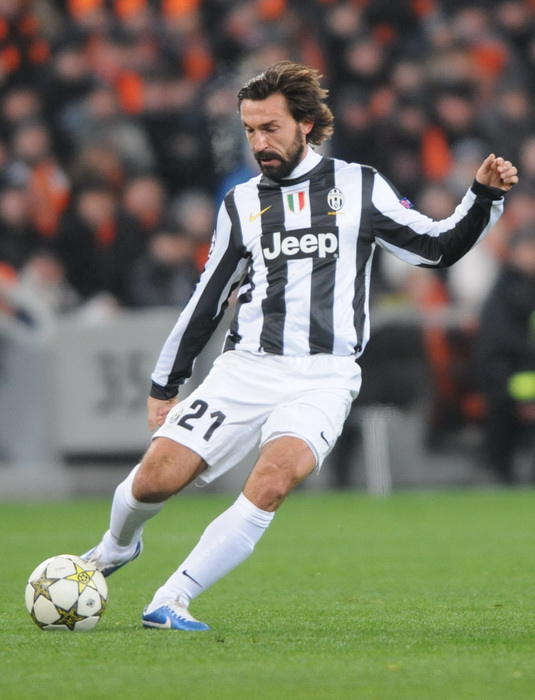
Andrea Pirlo là một tiền vệ đang tung ra một đường chuyền cho đồng đội nhằm mục đích kiến tạo

Tiền vệ (viết tắt trong các trận đấu quốc tế là MF; trong  tiếng Anh: Midfielder) trong bóng đá là những cầu thủ có vị trí chơi ở phía dưới vị trí tiền đạo và phía trên vị trí hậu vệ (được đánh dấu màu xanh lam trong hình). Chức năng chính của họ là đoạt bóng từ đối phương, phát động tấn công để đưa bóng lên cho tiền đạo, hoặc tự mình ghi bàn. Một vài tiền vệ có thiên hướng phòng thủ, trong khi một số khác thường di chuyển ở vị trí ranh giới giữa tiền vệ và tiền đạo. Số tiền vệ trong đội hình có thể khác nhau, tùy theo đội hình mà đội bóng lựa chọn và tùy theo theo vai trò của mỗi cá nhân.
Những tiền vệ xuất sắc cần có những kỹ năng sau ngoài thể lực: chuồi bóng, lừa bóng, sút bóng, phân phối và chuyền bóng cho đồng đội trong suốt trận đấu. Đa số các huấn luyện viên thường bố trí ít nhất một tiền vệ trung tâm với nhiệm vụ phá vỡ khả năng tấn công của đối phương trong khi các cầu thủ còn lại có nhiệm vụ kiến tạo bàn thắng hoặc có khả năng phản ứng linh hoạt giữa phòng ngự và tấn công một cách cân bằng. Ở hai biên, huấn luyện viên có thể bố trí các tiền vệ cánh, một vị trí chuyên hoạt động sát biên để tấn công một cách cơ động.
Nói chung, một tiền vệ giỏi vừa có tính chiến đấu cao vừa phải sáng tạo. Nếu không có sự hỗ trợ của các tiền vệ thì một tiền đạo giỏi cũng không có được nhiều cơ hội tấn công, trong khi hàng hậu vệ sẽ phải chống đỡ những cuộc tấn công liên tục. Vì họ chiếm giữ những vị trí trọng yếu nhất trên sân, nên tiền vệ có ảnh hưởng đến trận đấu hơn bất kỳ vị trí nào khác, đặc biệt nếu họ có tầm nhìn chiến thuật và khả năng ghi bàn. Tiền vệ thường là những cầu thủ tiêu tốn thể lực nhất trên sân do khoảng cách mà họ phải di chuyển trong trận đấu rất lớn, vì có lúc họ phải lùi về phía sau để phòng thủ, hoặc phải tiến lên phía trước để tấn công cùng với tiền đạo.

## Tiền vệ trung tâm

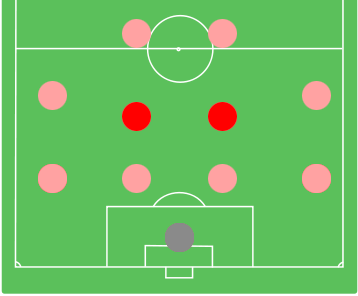
Vị trí tiền vệ trung tâm ở đội hình 4-4-2

Tiền vệ trung tâm (viết tắt là CM; tiếng Anh: Central Midfield) thể hiện nhiều vai trò khác nhau trên sân, và có lẽ là quan trọng nhất trong việc tổ chức tấn công. Vị trí của họ cho phép họ có tầm nhìn bao quát trận đấu, và vì đa số diễn biến diễn ra trong khu vực hay xung quanh khu vực mà họ kiểm soát, các tiền vệ trung tâm thường cố gắng kiểm soát cách trận đấu diễn ra. Khu vực này của sân thường được gọi khoảng không hoạt động, vì những đội bóng lớn khó mà thành công nếu không có tiền vệ trung tâm giỏi, thống lĩnh khu trung tuyến.

## Tiền vệ phòng ngự

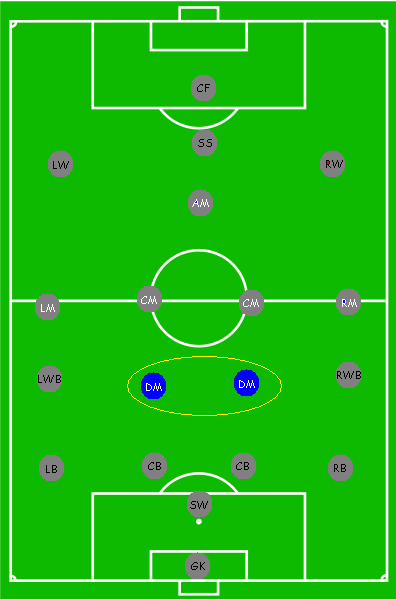
Vị trí tiền vệ phòng ngự trên sân được đánh dấu bằng màu xanh

Tiền vệ phòng ngự (viết tắt là DM; tiếng Anh: Defensive Midfield) là tiền vệ trung tâm đứng trên hàng hậu vệ với vai trò hỗ trợ hậu vệ để phòng ngự, ngăn cản đối phương ghi bàn thắng. Đây là vai trò mới được hình thành trong bóng đá hiện đại, nó được xem là một sự tiến hóa của vị trí hậu vệ quét trước đây. Vị trí này thường không hiện diện nổi bật trên sân nhưng rất quan trọng trong các trận đấu hiện đại. Đây là một vị trí mang tính chuyên nghiệp cao, và đòi hỏi ở cầu thủ đảm nhiệm những khả năng cũng như tố chất riêng biệt.
Nhiệm vụ chính của một tiền vệ phòng ngự bao gồm:
- Ngăn chặn đợt tấn công của đối phương bằng cách trực tiếp cản phá, hoặc hỗ trợ đồng đội cản phá.
- Bọc lót cho các hậu vệ biên, các tiền vệ khác và cả các trung vệ khi họ dâng lên tham gia tấn công nhưng chưa kịp lui về.
- Tiếp nhận bóng từ các hậu vệ và tiếp tục chuyền lên phía trên. Những đường chuyền giữa các hậu vệ thường chứa đựng yếu tố nguy hiểm không nhỏ. Vì vậy sự có mặt của các tiền vệ phòng ngự ngay phía trước các hậu vệ là một phương án phát động tấn công an toàn hơn trong bóng đá hiện đại.
- Phân phối bóng từ trung lộ ra hai biên hoặc chuyền vượt tuyến lên cho các cầu thủ tấn công.

Gây sức ép buộc đối phương phải chuyền bóng ra biên thay vì tấn công trực diện, giảm thiểu sức ép cho hàng phòng ngự.
Các tiền vệ phòng ngự đôi khi được điều động ra hai biên để ngăn chặn những pha di chuyển từ biên vào trung lộ của cầu thủ tấn công biên bên phía đối phương.

## Tiền vệ kiến thiết từ tuyến dưới
Một vài tiền vệ trung tâm có khả năng phát động tấn công từ vị trí lùi thấp, gần hàng hậu vệ của đội mình. Các cầu thủ như cũng được gọi là tiền vệ kiến thiết từ tuyến dưới (viết tắt là DLM; tiếng Anh: Deep-lying Midfield), nhờ khả năng chuyền bóng cho đồng đội và quan sát trận đấu từ một vị trí gần hàng phòng ngự. Do họ không phải là chuyên gia trong phòng ngự, nên phải được hỗ trợ bởi một tiền vệ thủ mạnh mẽ.
Cầu thủ kiến thiết từ tuyến dưới bắt buộc phải có khả năng chuyền bóng chính xác ở mọi cự ly, cùng với khả năng quan sát nhạy bén. Đôi khi họ cũng dâng cao để tham gia tấn công hoặc tìm cơ hội dứt điểm từ xa. Sự sáng tạo cũng là một yếu tố quan trọng cho vị trí này. Vì hầu hết các đường bóng tấn công của một đội bóng đều qua chân cầu thủ kiến thiết nên một cầu thủ có khả năng chuyền bóng tạo bất ngờ cho đối phương thường có ảnh hưởng lớn đến trận đấu. Vì thường thi đấu ở vị trí khá thấp nên những cầu thủ này thường ít phải chịu sức ép từ các vị trí phòng ngự của đối phương và có thời gian quan sát để tung ra những đường chuyền chính xác.

## Tiền vệ con thoi
Một số tiền vệ có khả năng di chuyển cơ động khắp mặt sân, được gọi là những tiền vệ con thoi (viết tắt là B2B hoặc BBM; tiếng Anh: Box-to-Box Midfield). Khi thi đấu họ có thể đảm đương được nhiều vị trí khác nhau trên sân. Họ cũng có thể không chơi ở một vị trí cố định nào mà di chuyển rộng khắp từ dưới lên trên hay ngược lại, bao phủ một khoảng không gian lớn và tham gia vào cả phòng ngự lẫn tấn công, có thể băng lên phía trước để ghi bàn và cũng có thể lùi về phía sau để phòng thủ. Là những cầu thủ cơ động nhất của đội, họ thường có thể lực cực tốt và có khả năng tranh cướp bóng, chuyền bóng, sút bóng và giữ bóng. Các tiền vệ con thoi thường là các tiền vệ trung tâm hoặc tiền vệ tấn công.

## Tiền vệ tấn công

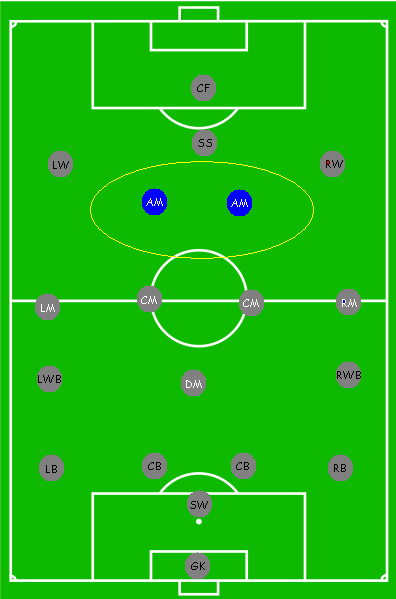
Hai vị trí của tiền vệ tấn công trên sân.

Tiền vệ tấn công (tiếng Anh: Attacking Midfielder, viết tắt là AM) là một tiền vệ thường chơi ở vị trí cao hơn một chút so với các tiền vệ ở vị trí khác với nhiệm vụ chính là hỗ trợ việc ghi bàn thắng. Tiền vệ công là một vị trí có ảnh hưởng lớn trên sân và yêu cầu cầu thủ phải có khả năng kỹ thuật tốt, khả năng chuyền bóng tạo đột biến và đôi khi cả kỹ năng lừa bóng. Tiền vệ công cũng thường có khả năng sút bóng tốt, vì thi đấu ở vị trí không xa khung thành đối phương, họ cũng có nhiều cơ hội tung ra cú dứt điểm. Rất nhiều tiền vệ công sử dụng khả năng sút xa như là thứ vũ khí nguy hiểm của mình.
Theo vị trí dọc sân, tiền vệ tấn công có thể được chia thành các vai trò gồm tiền vệ tấn công cánh trái, cánh phải và trung tâm, nhưng quan trọng nhất họ là tiền đạo thứ hai đứng sau lưngcác tiền đạo. Tiền vệ tấn công trung tâm cũng có thể được gọi là cầu thủ kiến thiết lối chơi (playmaker), hoặc vị trí số 10 (do sự liên kết của áo số 10 với vị trí này).

## Tiền vệ cánh

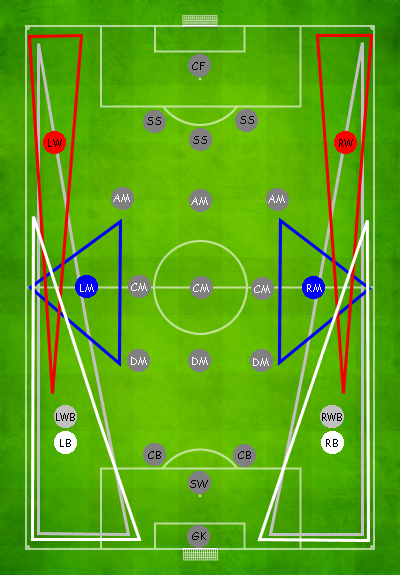
Tiền vệ cánh là vị trí màu xanh lam, còn vị trí màu đỏ ngày nay thường được xếp là tiền đạo cánh

Tiền vệ cánh (viết tắt là LM/RM; tiếng Anh: Left Midfield/Right Midfield) là tiền vệ tấn công nhưng có vị trí rộng dọc theo hai bên đường biên dọc. Những tiền vệ cánh chẳng hạn như Stanley Matthews hay Jimmy Johnstone thường được xếp vào vị trí tiền đạo trong đội hình chữ W truyền thống, và được biết với tên "Ngoài bên trái" hoặc "Ngoài bên phải", nhưng khi chiến thuật thay đổi qua thời gian, tiền vệ cánh đã có thể chơi bó vào sâu phía bên trong sân hơn. Những cầu thủ đá cánh hiện đại, nay thường được xếp vào vị trí tiền vệ, thường trong đội hình 4-4-2 hoặc 4-5-1. Tuy vậy trong bóng đá hiện đại cũng không có ranh giới rõ ràng giữa tiền vệ cánh và tiền đạo cánh. Vị trí tiền đạo cánh thường được áp dụng cho cầu thủ tấn công biên trong đội hình 4-3-3 hoặc 3-4-3.
Tiền vệ cánh thường là những cầu thủ nhanh nhẹn và có kỹ thuật rê dắt bóng tốt.
Trước đây các tiền vệ cánh chỉ đơn thuần là cầu thủ tấn công và luôn luôn bám biên, không cần phải quay về phòng thủ cũng như rất ít khi di chuyển vào trung lộ. Nhưng hiện nay, phần lớn tiền vệ cánh hiện đại được đặt ra nhiều yêu cầu hơn, có nghĩa là họ phải lùi về phòng thủ khi cần bên cạnh việc chơi bó vào trong, dâng cao như một tiền đạo hoặc đổi cánh. Những cầu thủ giỏi như Arjen Robben, Franck Ribery có thể lừa bóng, kiến tạo cho đồng đội hoặc sút bóng đều rất tốt. Điều này khiến cho tiền vệ cánh trở thành một trong những vị trí được chú ý nhiều nhất trong các trận đấu hiện đại. Nói chung đây là vị trí đòi hỏi cầu thủ đảm đương phải có kỹ năng rất đa dạng, quan trọng nhất là kỹ thuật, tốc độ và cả nền thể lực dồi dào. Đây là vị trí tấn công thường bị hậu vệ đối phương theo kèm sát sao và thậm chí thường xuyên bị phạm lỗi.
Tiền vệ cánh cổ điển thường được đánh giá rất cao trong quá khứ, nhưng tầm quan trọng của họ giảm dần theo năm tháng. Trong Giải vô địch bóng đá thế giới 1966, huấn luyện viên Alf Ramsey của đội tuyển Anh đã dẫn dắt đội bóng mà không có một tiền vệ cánh thực thụ nào. Đội bóng này được biết đến với biệt danh Điều kỳ diệu không có cánh. Trong bóng đá hiện đại, những quả tạt bóng lên phía trên vẫn là thứ vũ khí hữu dụng và phổ biến của các tiền vệ cánh. Tuy vậy vị trí này ngày nay ngày càng được ưu tiên cho những cầu thủ có tốc độ cao và khả năng lừa bóng giỏi. Những cầu thủ đá cánh có khả năng chuyền bóng chính xác nhưng lại bị thiếu tốc độ như David Beckham giờ đây đã được xem là hình mẫu cổ điển.
Trong bóng đá hiện đại, tiền vệ cánh thường có xu hướng chuyển hóa thành tiền đạo cánh vì đa số các HLV ở Châu Âu thường xuyên sử dụng đội hình 4-3-3. Các tiền vệ cánh cổ điển không còn tồn tại nhiều, khi việc thực hiện các đường chuyền và tạt bóng từ biên thường được giao cho các hậu vệ biên dâng cao hoặc các hậu vệ biên tấn công trong các hệ thống chiến thuật hiện đại.